# Orsk

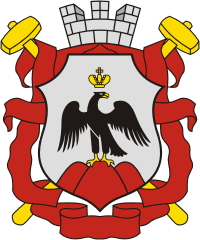
Stadens vapen.

Orsk (ryska Орск) är den näst största staden i Orenburg oblast i Ryssland och har ungefär 230 000 invånare. Den är belägen sydöst om Uralbergen där floden Or utmynnar i Uralfloden. Bland näringar i området märks brytning av nickel, krom, koppar och järnmalm, metallurgisk industri, oljeraffinering och livsmedelsindustri. 
Orsk grundades under namnet Orenburg som befästningsverk år 1735 men bytte namn till Orsk år 1739, varefter den nuvarande staden Orenburg, cirka 250 kilometer nedför Ural från Orsk, fick namnet 1743. Orsk fick stadsrättigheter 1865.

## Stadsdistrikt
Orsk är indelad i tre stadsdistrikt. 
| Stadsdistrikt | Invånarantal 9 oktober 2002 | Invånarantal 14 oktober 2010 | Invånarantal 1 januari 2015 |
| ------------- | --------------------------- | ---------------------------- | --------------------------- |
| Leninskij     | 80 457                      | 74 989                       | 70 822                      |
| Oktiabrskij   | 97 756                      | 93 033                       | 91 214                      |
| Sovetskij     | 72 750                      | 71 778                       | 70 869                      |
| TOTALT        | 250 963                     | 239 800                      | 232 905                     |

Orsk administrerar även områden utanför själva centralorten. Stadens hela administrativa område hade 236 962 invånare i början av 2015.